# Kapitein Horatio McCallister
Kapitein Horatio McCallister (of McAllister) is een personage uit de animatieserie The Simpsons. Hij wordt ingesproken door Hank Azaria. De meeste mensen noemen hem gewoon the Sea Captain, hoewel hij een paar maal heeft toegegeven geen echte kapitein te zijn en de zee te haten.

## Oorsprong
Het personage werd bedacht door Conan O'Brien toen hij een schrijver was voor The Simpsons. Het personage verscheen voor het eerst in New Kid on the Block als de eigenaar van een zeevoedsel buffetrestaurant genaamd The Frying Dutchman.
Met zijn houten been, twee glazen ogen en gebruik van de uitspraak "Arrr" is Horatio een parodie op het stereotiepe zeevaarder en piraat.

## Personage
McCallister wordt vaak neergezet als incompetent en bang voor de zee. Hij liet ooit opzettelijk een schip zinken door een vuurtoren niet aan te doen met de mededeling "I hate the sea, and everythin' in it". Een andere keer veroorzaakte hij opzettelijk een olieramp door zijn tanker te laten botsen. Hij heeft deze incompetentie zelf een paar maal toegegeven.
McCallister is lid van de Springfieldse Anonieme Alcoholisten. Dit gaat hem niet goed af daar hij in zijn houten been altijd wat alcohol bewaart.
Als restauranthouder is McCallister al even incompetent. Zijn restaurant is een aflopende zaak die niet genoeg inkomen oplevert voor McCallister. In de aflevering Lisa Gets an "A" had de kapitein geen rode cent meer, en deed alles om aan geld te komen. Zo probeerde hij Marge en Homer wijs te maken dat hij hun huisdierkreeft naar een "academie voor kreeften" kon sturen, en viel een enorme inktvis aan in de veronderstelling dat het beest goud in zijn maag had. Ook probeerde hij een keer Homer en Marge een woonboot aan te smeren.
Ondanks zijn leeftijd, slechte fysieke toestand en slechte gezichtsvermogen bleek McCallister zeer goed te zijn in amateur basketbal.
Hij is nooit samen gezien met een vriendin. Wel werd hij in een aflevering samen gezien met een zoon, die volgens hem de vangst van de dag was.
In The Way We Weren't werd onthuld dat Homer de kapitein als een goede vriend beschouwt.